# キャサリン・ジョンソン
キャサリン・ジョンソン （クレオラ・キャサリン・ジョンソン、英語: Creola Katherine Johnson、旧姓コールマン (Coleman)、1918年8月26日 - 2020年2月24日）は、アメリカ合衆国の数学者。NASAの宇宙計画における軌道計算を担当し、米国初の有人宇宙飛行を含め、NASAが初期のミッションを成功させる上で欠かせない存在となった。彼女のNASAにおけるキャリアは、前身のNACA時代を含むと33年の長きにわたった。その間、複雑な手計算をこなす練熟した能力を評価され、電子コンピュータを使った計算の早期導入と推進にも貢献した。ジョンソンは「NASAの科学者として働いた最初期のアフリカ系アメリカ人女性の一人として歴史的な役割」を果たした。
ジョンソンの代表的な業績としては、いずれも米国初となったアラン・シェパードの宇宙飛行とジョン・グレンの地球周回飛行を含め、マーキュリー計画における打ち上げ軌道や打上げウィンドウ、緊急帰還軌道の計算がある。また、アポロ計画での月着陸船と司令船のランデブー飛行の計算が挙げられる。さらに、スペースシャトル計画の開始にあたって不可欠な計算に従事し、火星探査ミッションの計画立案にも携わった。テクノロジーが発達しておらず、情報量も極めて少なかった時代に、桁外れの計算能力を駆使して宇宙の軌道計算を行う「人間コンピュータ」として名を馳せた。
2015年、ジョンソンの貢献に対し、バラク・オバマ大統領より大統領自由勲章が授与された。2016年には、NASAの宇宙飛行士リーランド・D・メルビンからシルバー・スヌーピー賞を贈られ、さらにNASAグループ・アチーブメント賞（NASA Group Achievement Award）を受賞した。2016年の映画『ドリーム』（原題 Hidden Figures）では主人公の1人として描かれ、タラジ・P・ヘンソンが彼女の役を演じた。2019年には議会名誉黄金勲章を受賞し、2021年にアメリカ女性殿堂の1人となった。

## 生い立ちから大学院まで
1918年8月26日、ウェストバージニア州ホワイト・サルファー・スプリングズで、ジョイレット・ロバータ（Joylette Roberta、旧姓Lowe）とジョシュア・マッキンリー・コールマン（Joshua McKinley Coleman）の間に、クレオラ・キャサリン・コールマン (Creola Katherine Coleman) として生まれた。4人兄弟の末っ子だった。母親は教師、父親は製材業者で農夫、雑役夫を務めながら、グリーンブライヤー・ホテルでも働いていた。
ジョンソンは幼い頃から数学に強かった。グリーンブライア郡には、アフリカ系アメリカ人が8年生以降に通える公立学校がなかった。そこで、コールマン夫妻は、子供たちがウェストバージニア州インスティテュートにある高校に通えるよう手配した。この学校は、当時黒人専用の大学だったウェストバージニア州立大学（West Virginia State College (WVSC)、現在のWest Virginia State University (WVSU)）のキャンパス内にあった。ジョンソンは、10歳で入学した。一家は、開校期間中はインスティテュート、夏はホワイト・サルファース・プリングスで過ごした。
14歳で高校を卒業したジョンソンは、続いてWVSCに入学し、受講可能な数学のコースをすべて受けた。大学では、高校時代に彼女を指導した化学者で数学者のアンジー・ターナー・キングや数学で博士号を取得した3番目のアフリカ系アメリカ人であるW. W. Schieffelin Claytorなどの教授らが彼女の指導に当たった。Claytorは、キャサリン専用の新しい数学コースを追加した。1937年、キャサリンは18歳で数学とフランス語の学位を取得し、成績最優等（summa cum laude）で卒業した。大学ではAlpha Kappa Alpha（アフリカ系アメリカ人の大学間社交クラブ）のメンバーであった。卒業後、彼女はバージニア州マリオンの黒人公立学校で教職に就いた。
1939年に最初の夫ジェームズ・ゴーブルと結婚したジョンソンは、教職を辞めて、ウエストバージニア州モーガンタウンにあるウエストバージニア大学（WVU）の大学院数学課程に入学した。当時のWVSC大学に大学院はなく、白人しか通えなかったWVUの大学院にアフリカ系アメリカ人が入学するのはこれが初めてであった。ジョンソンは、WVSC学長のジョン・W・デイビス博士からWVUに推薦された卒業生3人の中では、ただ1人の女性であった。その後、妊娠して家族に専念すること選び、1学期末で退学した。

## 経歴
ジョンソンは数学研究者としてのキャリアを選んだが、アフリカ系アメリカ人と女性には狭き門であった。最初のうちは、教師の仕事に就いた。1952年に親族が集まったとき、アメリカ航空諮問委員会 （NACA）が数学者を募集していることを知った。バージニア州ハンプトンのラングレー空軍基地近くにあるラングレー記念航空研究所で、NACAは誘導・ナビゲーション部門で働く白人だけでなく、アフリカ系アメリカ人の数学者も雇っていた。1953年6月、ジョンソンは局の求人申し出に同意した。

全米ビジョナリー・リーダーシップ・プロジェクト（National Visionary Leadership Project）に保管されている口述記録には次のように書かれている。

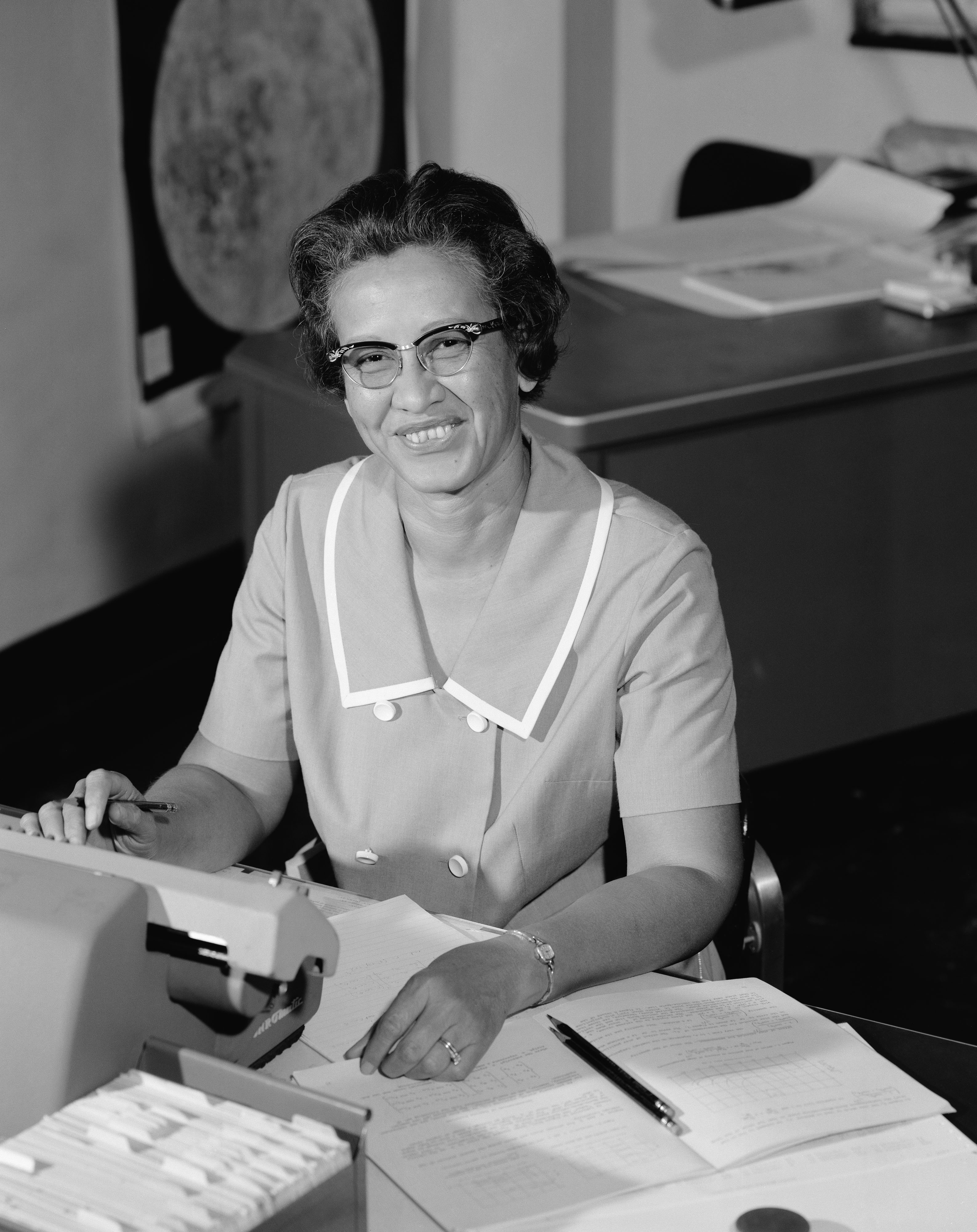
NASAのSpacecraft Controls Branchで仕事中のジョンソン（1966年）

 最初、彼女（ジョンソン）は、数学計算を行う女性グループの1人として働いていました。キャサリンは、このグループの女性のことを「スカートをはいた」仮想「コンピュータ」と呼んでいました。彼女らの主な仕事は、飛行機のブラックボックスのデータを読み取ったり、その他の数学的計算を行ったりすることでした。ある日、キャサリン（ともう1人の同僚）は、男性ばかりの飛行研究チームを一時的に支援する業務に割り当てられました。キャサリンは、解析幾何学の知識でたちまち男性の上司や同僚を味方につけ、「彼らは私をグループに戻すの忘れた」程でした。依然、人種や性別の壁はありましたが、キャサリンは気にも止めなかったと言いいます。キャサリンは自分の主張をはっきりと言い、自分が編集会議に出席することも求めました（それまで女性は参加したことがありませんでした）。彼女は、単に自分がなすべき仕事をしていること、いるべきところにいるのだと周囲に話していました。
 1953年から1958年まで、ジョンソンは「計算手」（Computer）を務め、航空機の突風軽減（GA、Gust Alleviation）などの課題を分析した。入局当初の配属先は数学者ドロシー・ヴォーンが指揮するウェスト・エリア・コンピュータ部門（West Area Computing）だったが、2週間後にはラングレーの飛行研究部門（Flight Research Division）でマヌーバ負荷ブランチ（Maneuver Loads Branch）に再配属となった。そこは白人の男性エンジニア達が所属していた分課だった。当時のバージニア州人種分離法と、20世紀初頭にウッドロウ・ウィルソン大統領政権下で導入された連邦機関の職場における人種分離法に従い、ジョンソンを含む計算グループのアフリカ系アメリカ人女性達は、仕事だけでなく、食事やトイレも白人の同僚とは別の場所でしなければならなかった。彼女らのオフィスには「有色人コンピュータ」（Colored Computers）の札が掲げられていた。ジョンソンは、WHRO-TVとのインタビューの中で「NASAでは差別を感じませんでした。誰もが研究をしていたからです。みな使命があり、それに取り組みました。大切なのは、やるべきことをやって...ランチのときはブリッジをプレイすることです」 と述べた。そして、次のように付け加えた。「差別は感じませんでした。あるのは知っていましたが、感じませんでした。」 1958年、NACAが改組されてNASAとなり、デジタルコンピュータの導入とともに「有色人コンピュータ」グループが解散された。施設の人種分離は廃止されたが 、さまざまな形で差別は残っていた。ジョンソンはその頃を次のように回想している。

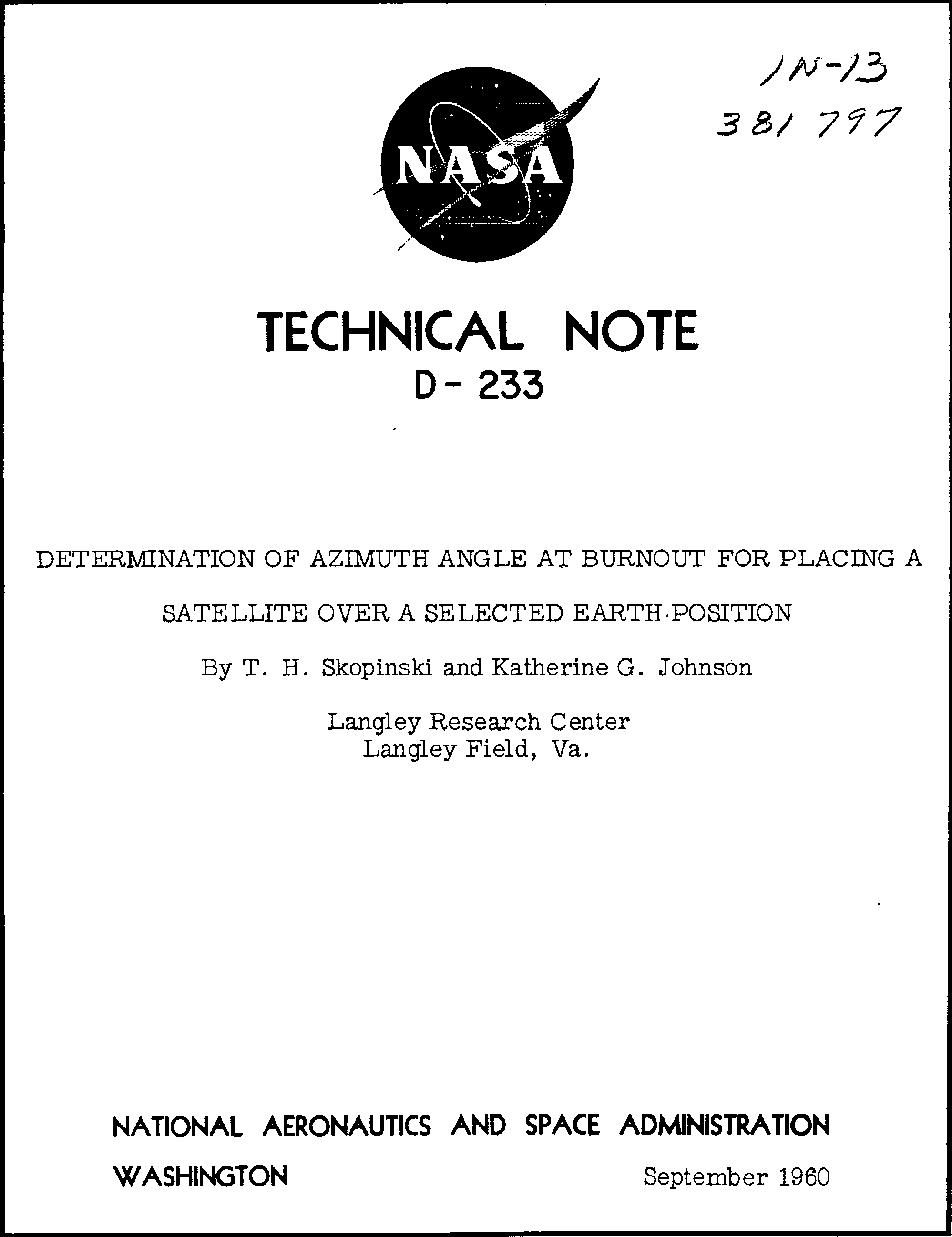
ジョンソンの名前が初めて共著者として記載されたNASAの報告書

当時は女性なら自分の主張をはっきりと言わなければいけませんでした。はっきり、そして積極的にです。どこまでそうする必要があるかは、それぞれが置かれた環境次第でした。私の場合は、そうせざるを得ませんでした。初期のNASAは、女性が報告書に名前を書くことが許されませんでした。私の部署の女性は、誰も報告書に名前が書かれていませんでした。テッド・スコピンスキーと仕事をしていたとき、彼が職を離れてヒューストンに行きたがりました。ところが、私たちのボスのヘンリー・ピアソンが…彼は女性があまり好きではなくて…、私たちの取り組んでいた報告書を完成させるようテッドに迫り続けたのです。しまいにテッドがピアソンに「キャサリンが報告書を仕上げるべきだ。どのみち、彼女が仕事のほとんどをやったんだから」と言いました。そうやって、テッドはピアソンに選択肢を与えませんでした。それで、私が報告書を完成させて、私の名前が載ることになったのです。私たちの部門の女性の名前が、何かに書かれたのはそれが初めてでした。
1958年から1986年に引退するまで、ジョンソンは航空宇宙技術者として働き、途中で宇宙機制御ブランチ（Spacecraft Controls Branch）に移った。ジョンソンは、1961年5月5日に初めて宇宙飛行を行ったアメリカ人、アラン・シェパードの軌道を計算した。1961年の水星ミッションの打上げウィンドウも計算した。また、電子障害が発生した場合に宇宙飛行士が使用するバックアップの航法図も作成した。NASAが初めて電子コンピュータを使用してジョン・グレンの地球周回軌道を計算したとき、ジョンソンにコンピュータの数値を確認するよう指示が出された。グレンはジョンソンを指名し、彼女が計算を確認しない限り飛ばないと言った。この計算は「天体の引力を考慮する必要があり、以前にも増して難しい計算」であった。ノンフィクション・ライターのマーゴット・リー・シェタリーによれば、「ヒーローになった宇宙飛行士が、自身のミッションを成功させるための鍵のひとつとして、当時、未だに差別が残っていた南部の黒人女性を頼ったのです」。また、シェタリーは、計算が「女の仕事」で、エンジニアリングは男性に委ねられていた時代に「女性が行っていたその仕事が、どれほど不可欠だったものでも、今まで十分に評価して来なかったのは、大いに私たちと関係のあることです。これが見えてくるまで、長年の月日が流れました」と付け加えた。
後に、ジョンソンはデジタルコンピュータを直に使用した。彼女の能力と評判の正確さは、新しい技術が信頼に足るものだということを確認するのに役立った。1961年、彼女の仕事によって、アラン・シェパードが搭乗したフリーダム7のマーキュリーカプセルが、計算通りの正確な軌道に乗って、着水後すぐに発見された。
さらに、ジョンソンは、1969年にアポロ11号が月に向けて飛行する際の軌道計算を支援した。月面着陸中、ジョンソンはポコノ山脈での会議に出席していた。彼女と他の数人で小さなテレビ画面の周りに集まり、月に第一歩を踏み出すのを見た。1970年、ジョンソンはアポロ13号の月ミッションに取り組んだ。ミッションが中断されたとき、彼女が手がけたバックアップ手順と航図によって、宇宙飛行士が単一の星を基準として自分の位置を正確に判断できる観測システムが作られ、クルーが安全に地球に帰還するためのパスを導き出すのに役立った。2010年のインタビューで、ジョンソンは次のように回想した。「皆の関心は、彼らを目的地に送り届けることでした。私たちの関心は、彼らを地球に連れ戻す方でした」。ジョンソンはキャリアの終盤で、スペースシャトルプログラム、地球資源衛星、および火星へのミッションの計画に関わった。

## 私生活
キャサリンとジェームズ・フランシス・ゴーブルの間には、コンスタンス、ジョイレット、キャサリン（Constance, Joylette, Katherine）の3人の娘が生まれた。1953年以降、一家はニューポートニューズに住んだ。ジェームズは、手術不能な脳腫瘍で1956年に亡くなった。1959年、キャサリンは朝鮮戦争に従軍したアメリカ陸軍士官のジェームズ・A・"ジム"・ジョンソンと再婚した。2人の結婚生活は、ジェームズが93歳で亡くなった2019年3月までの60年間続いた。キャサリン・ジョンソンはバージニア州バージニア州ハンプトンに住み、6人の孫と11人のひ孫に恵まれた。彼女は、孫と学生たちに科学や技術、工学、数学の分野（STEM）でキャリアを追求するよう奨めた。彼女は50年間、カーバー記念長老教会に属し、聖歌隊の一員として歌った。また、アルファ・カッパ・アルファ（学生社交クラブの一種）のメンバーでもあった。
ジョンソンは、2020年2月24日に、ニューポートニューズの高齢者施設で亡くなった。101歳であった。彼女の死後、NASAのジム・ブライデンスタイン長官はジョンソンを「アメリカの英雄」と称え、「パイオニアとして彼女が残した遺産は決して忘れられることはない」と述べた。

## 実績と表彰、栄誉

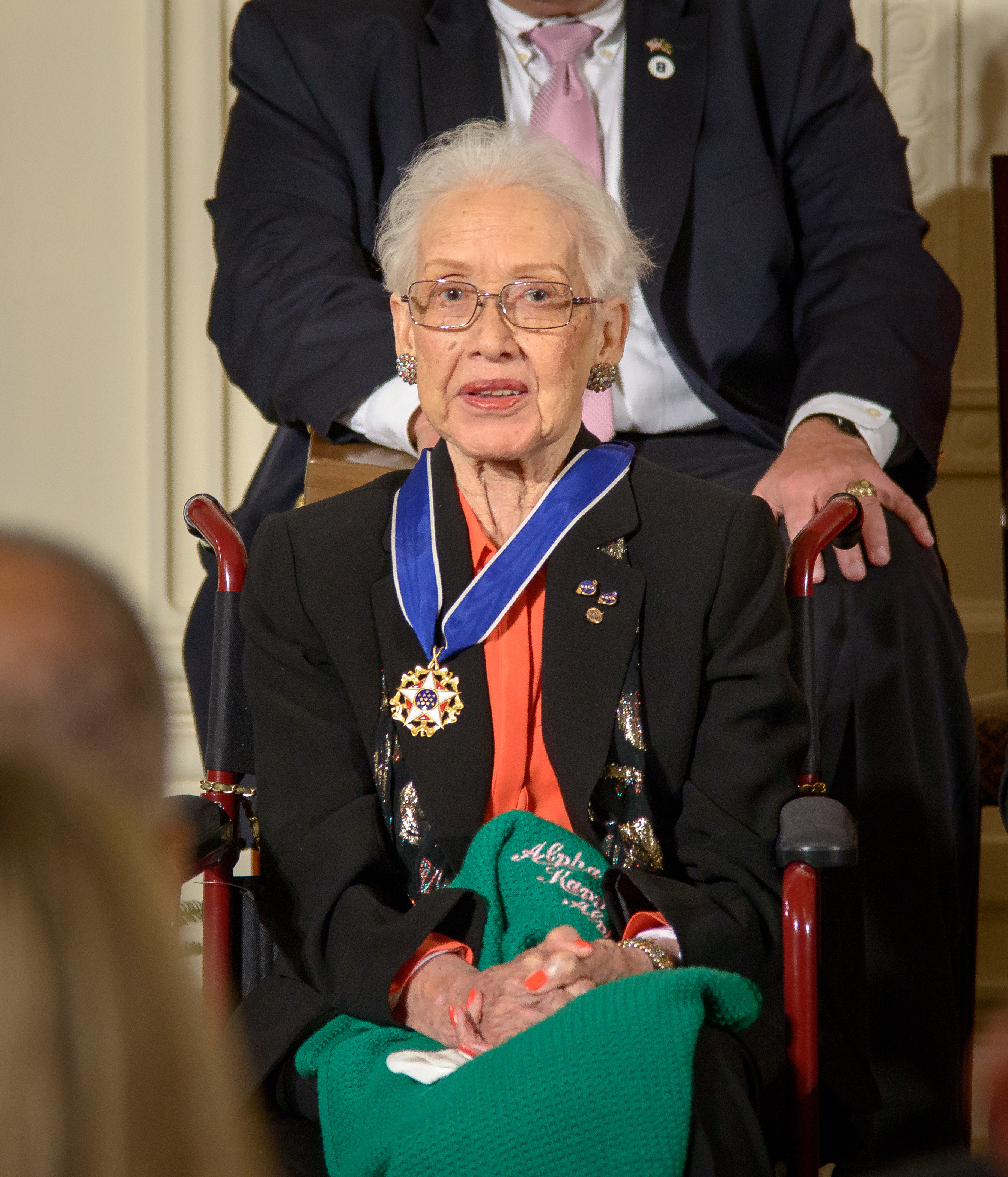
2015年に大統領自由勲章を受章したキャサリン・G・ジョンソン

ジョンソンは、26の科学論文を共同執筆した。彼女が各種の褒章を受賞し、科学分野における人生のロールモデルになっていることは、宇宙科学とコンピューティングの先駆者として彼女が社会に与えた影響の大きさを物語っている。1999年には、ウェストバージニア州立大学の Outstanding Alumnus of the Year に選ばれた。2015年11月24日、STEM（科学・技術・工学・数学の4分野）における先駆的アフリカ系アメリカ人女性の例として、他のアメリカ人16人とともに、バラク・オバマ大統領から大統領自由勲章が授与された。当時、オバマ大統領は次のように語った。「キャサリン・G・ジョンソンは、彼女の性別と人種に対して社会が求める枠にとらわれるのを拒否する一方、人類の力が及ぶ範囲をいっそう広げました」。 また、NASAは、ジョンソンが局の「科学者として働いた最初期のアフリカ系アメリカ人女性の一人として果たした歴史的な役割」を称えた。

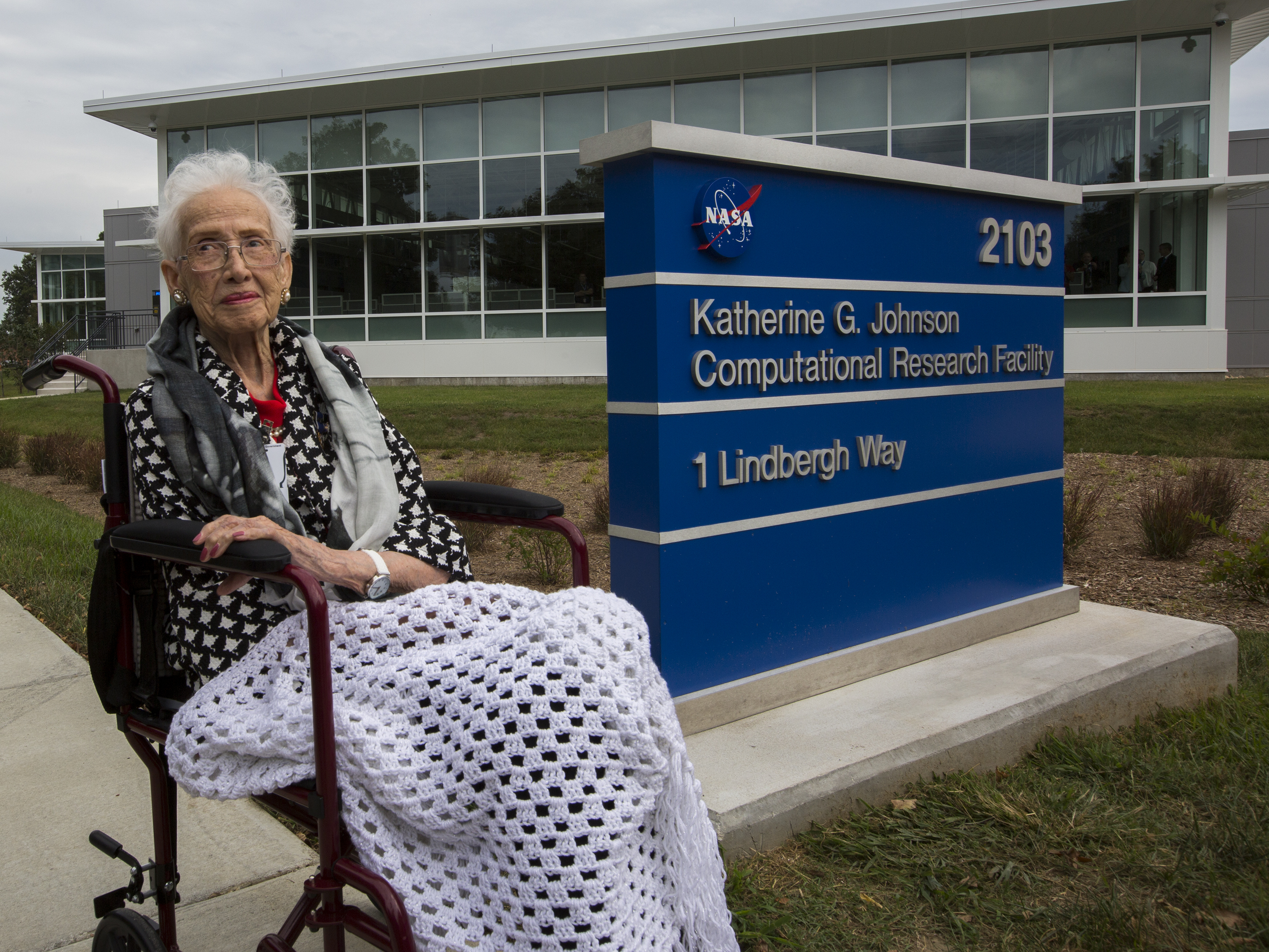
自身の名前が与えられたJohnson Computational Research Facilityの前にて

NASAでは、ジョンソンの名前が2つの施設に付けられた。ひとつはバージニア州ハンプトンにあるNASAのラングレー研究センターの施設で、2016年5月5日、新たに建設される40,000平方フィート (3,700 m2)の建物に「キャサリン・G・ジョンソン計算研究施設」（Katherine G. Johnson Computational Research Facility）と名付けられることが決まった‌。この施設は、2017年9月22日に正式にオープンした。この日は、宇宙飛行士アラン・シェパードが搭乗した歴史的なロケット打ち上げと着水の55周年を記念する式典も行われ、その成功に貢献したジョンソンも出席した。セレモニーで、ルーウィンド副局長がジョンソンについて次のように述べた。「世界中の何百万人もの人々がシェパードの飛行を見ましたが、当時の人々が知らなかったのは、彼を宇宙に送り出し、安全に帰還させるための計算が、本日の名誉ゲストであるキャサリン・ジョンソンによって行われたということです」。 このイベントで、ジョンソンはシルバー・スヌーピー賞も受賞した。この賞は、宇宙飛行士賞と呼ばれることも多く、NASAによれば「飛行の安全性とミッションの成功に顕著な貢献をした人物」に贈られる。もうひとつ、2019年2月22日に、NASAはバージニア州フェアマウントの独立検証・妥当性確認施設（Independent Verification and Validation Facility）の名称を変更し、キャサリン・ジョンソン独立検証・妥当性施設とした（Katherine Johnson Independent Verification and Validation Facility）。
2016年、ジョンソンは、英国BBCが世界中の影響力ある女性をリストアップする「100人の女性」の1人に選ばれた。NASAは、同年の動画で「米国が宇宙への第一歩を踏み出したときと同様に、彼女の計算は、アポロ月面着陸プログラムを成功させ、スペースシャトルプログラムを開始するにあたっても不可欠だった」と伝えている。
2016年、サイエンスライターのマイア・ワインストックが、レゴの「NASAの女性」（Women of NASA）のプロトタイプを開発し、ジョンソンもその中に加えた。ジョンソンは彼女が人形としてキットに加えられるのを断ったため、最終的な製品版には含まれなかった。2018年3月、玩具メーカーのマテルが、NASAのIDバッジを身につけたジョンソンがモデルのバービー人形を発表した。2018年5月12日、ジョンソンはウィリアム・アンド・メアリー大学から名誉博士号を授与された。2018年8月、ウェストバージニア州立大学はジョンソンを記念してSTEM教育向けの奨学金制度を設立し、キャンパスに彼女の等身大の銅像を建てた。2019年6月、ジョージ・メイソン大学のサイテック（SciTech）キャンパスで最大のビルディングがキャサリン・G・ジョンソン・ホールと名付けられた。2019年8月、Government Executive誌が新たに開設する「Government Hall of Fame」（米国政府に顕著な貢献をした人物の殿堂）の初期メンバーの1人としてジョンソンを選出した。 
2020年、ワシントン州ベセル（Bethel）学区に新設された小学校がキャサリン・G・ジョンソン・ホールと名付けられた。2020年11月2日、バージニア州で最大、全米で12番目に大きい学区を担当するフェアファックス郡の公立教育組織（Fairfax County Public Schools、FCPS）とフェアファックス市の共同で、市内のシドニー・ラニア中学校（ラニアはアメリカ連合国時代の兵士で詩人、音楽家）の名称をキャサリン・ジョンソン中学校（KJMS）に改称することが発表された。住民の85％の賛成の声を受けての決定であった。
2020年11月6日、愛称が「ジョンソン」と名付けられたアルゼンチンの人工衛星ÑuSat 15（COSPAR 2020-079G）が打ち上げられた。2021年2月、ノースロップ・グラマン社は国際宇宙ステーション用のシグナス補給船15号機（NG-15）を、SSキャサリン・ジョンソンと命名した。2021年、カリフォルニア州サクラメントにあるサンフアン統一学区（San Juan Unified School District）は、新たに開校した中学校をキャサリン・ジョンソン中学校と命名した。

## 映画作品の登場人物として
米国で2016年12月に公開された映画 Hidden Figures（日本国内では『ドリーム』の題名で2017年に公開）は、同年出版されたマーゴット・リー・シェタリーの同名ノンフィクション小説に基づく映像作品であり、ジョンソンの他にも、メアリー・ジャクソンやドロシー・ヴォーンなどのNASAで働いた女性アフリカ系アメリカ人数学者を描いている。映画では、タラジ・P・ヘンソンがジョンソン役を演じた。第89回アカデミー賞の授賞式にヘンソンと並んで現れたジョンソンに対し、聴衆からスタンディングオベーションが送られた。式典に先立つインタビューで、ジョンソンは映画について次のように話した。「いい出来映えでした。主役を演じた3人の女性たちは、すばらしい演技で私たちを描いていました」。 2016年に放映されたNBC制作のテレビシリーズ Timeless のエピソード「スペースレース」では、ナディーン・エリスがジョンソンの役を演じた。

## 受賞・受章歴

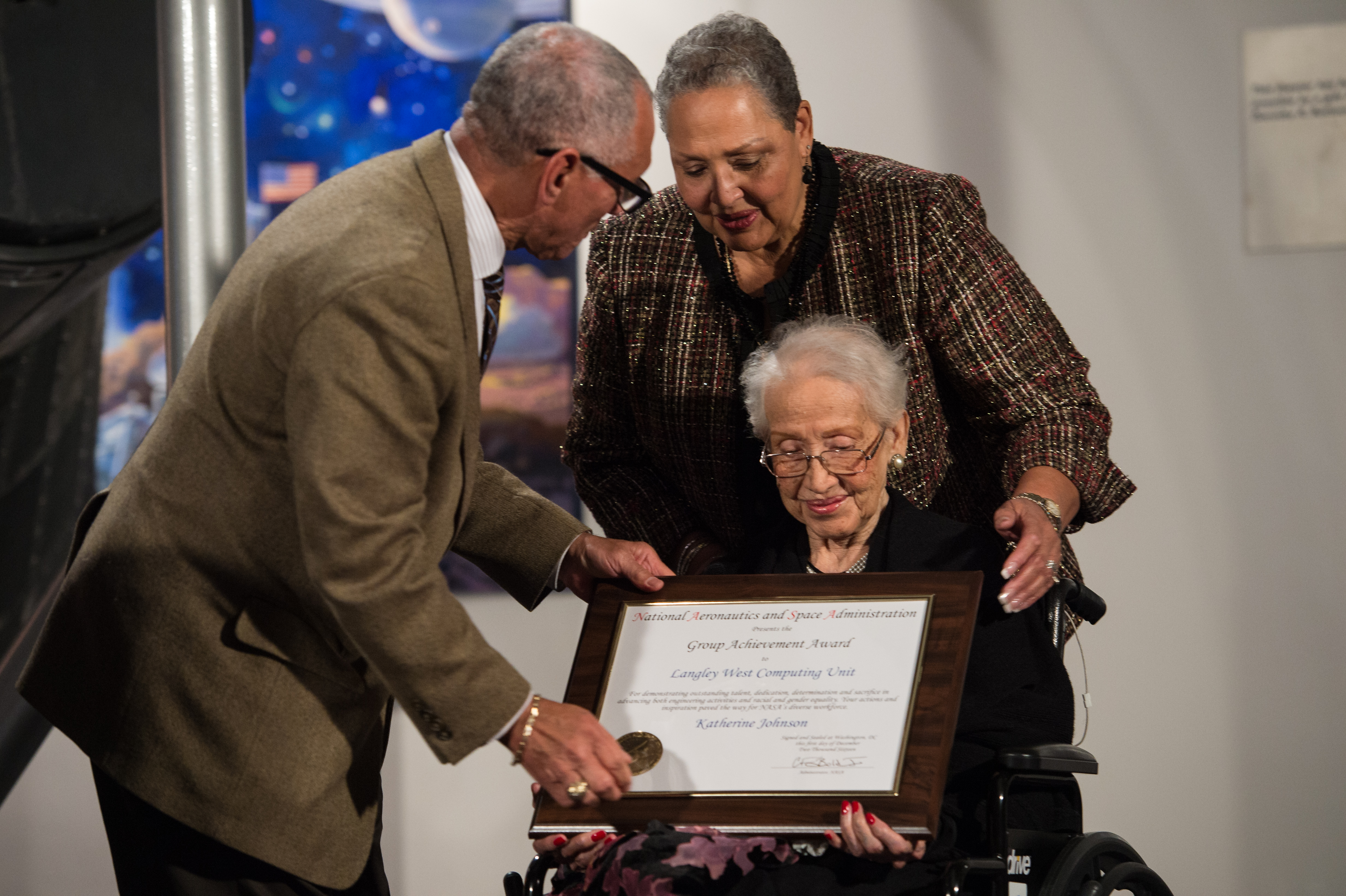
2016年にラングレー・ウェスト・コンピューティング部門の元メンバーとしてNASAグループ・アチーブメント賞を受賞したジョンソン

- 1971年、1980年、1984年、1985年、1986年にNASAラングレー・リサーチセンター特別功労賞（Langley Research Center Special Achievement Award）を受賞[67]
- 1977年、月宇宙船と運用に関わったチームの一員としてNASAグループ・アチーブメント賞（Group Achievement Award）を受賞（アポロ計画に備えて月を周回し、地図を作成した宇宙船を支援する航法分野の先駆的業務に対して）[6][68]
- 1998年、ニューヨーク州立大学ファミングデール校（SUNY Farmingdale）名誉法学博士号[6][69]
- 1999年、ウェストバージニア州立大学Outstanding Alumnus of the Year[6][69]
- 2006年、メリーランド州ローレルのキャピトル工科大学名誉科学博士号[6][70]
- 2010年、バージニア州ノーフォークのオールド・ドミニオン大学名誉理学博士号[71]
- 2014年、米国立女性歴史博物館のド・ピザン名誉賞（De Pizan Honor）[72]
- 2015年、テック・アワードNCWITパイオニア賞[73]
- 2015年、大統領自由勲章[74]
- 2016年、リーランド・D・メルビンよりシルバー・スヌーピー賞[75]
- 2016年、太平洋天文学会（ASP）のアーサー・BC・ウォーカーII賞[76]
- 2016年、ウェストバージニア州モーガンタウンのウェストバージニア大学学長より、名誉人文博士号（Presidential Honorary Doctorate of Humane Letters）[77]
- 2016年12月1日、ラングレー・ウェスト・コンピューティング部門グループ・アチーブメント賞。バージニア航空宇宙センターにて執り行われた授賞式で、元同僚のドロシー・ヴォーン、メアリー・ジャクソンとともに受賞した[78]。
- 2017年、DAR（Daughters of the American Revolution、アメリカ独立戦争の娘）（英語版）の名誉勲章[79]
- 2017年、スペルマン大学名誉博士号[80]
- 2018年5月12日、バージニア州ウィリアムズバーグのウィリアム・アンド・メアリー大学の名誉理学博士号[81][82]
- 2019年4月29日、南アフリカ、ヨハネスブルグ大学の名誉Ph.D.[83][84]
- 2019年11月8日、議会名誉黄金勲章[85][86]
- 2021年、アメリカ女性殿堂入り[4]